# Agelastes
Agelastes Bonaparte, 1850 è un genere di uccelli galliformi, appartenente alla famiglia Numididae.

## Tassonomia
Comprende le seguenti specie:
- Agelastes meleagrides Bonaparte, 1850 - Faraona pettobianco
- Agelastes niger (Cassin, 1857) - Faraona nera